# Малин
Малин (укр. Малин) град је Украјини у Житомирској области. Према процени из 2012. у граду је живело 27.012 становника.

## Становништво
Према процени, у граду је 2012. живело 27.012 становника.
| 1979.  | 1989.  | 2001.  | 2012.  |
| ------ | ------ | ------ | ------ |
| 23.791 | 29.572 | 28.113 | 27.012 |